# Valentina Lungu
Valentina Lungu (n. 25 ianuarie 1959, s. Cărbuna, raionul Ialoveni, Republica Moldova), pedagog, autor de manuale, studii și lucrări didactice.

## Biografie
Valentina Lungu s-a născut în familia lui Anatol Ciubotaru, mecanic de cinema, și a Parascoviei Ciubotaru, pedagog la clasele primare. A absolvit școala medie din sat în anul 1976. Este licențiată a Universității Pedagogice „Al. Russo” din Bălți, Facultatea Pedagogia și Metodica Învățământului Primar (1980).
După absolvirea facultății, a lucrat institutoare în Școala  Medie nr. 1 (azi Liceul Teoretic Român-Francez „Gheorghe Asachi”) din Chișinău (1980-1989), apoi ca șefă a cabinetului metodic al claselor primare la Institutul de Perfecționare a Cadrelor Didactice din Chișinău (1989-1996), șefă de catedră a claselor primare la Liceul Teoretic „Mircea Eliade” din Chișinău (1996-1999). În 1996, după absolvirea unui training de perfecționare la Washington (SUA), devine metodist coordonator în cadrul Programului Educațional „Pas cu Pas”. Din 1999, este director la Școala-grădiniță „Pas cu Pas”  și metodist coordonator în cadrul Programului Educațional „Pas cu Pas”. 
În anul 2005 face studii de recalificare pentru formatori naționali în domeniul Deprinderi pentru viață, sub egida Ministerului Educației din Republica Moldova și UNICEF, iar în 2007 obține diploma de master în management educațional la Academia de Administrare Publică pe lângă Președintele Republicii Moldova. Deține gradul didactic superior (din 1995) și gradul managerial superior (din 2015).

## Publicații
Este autoarea a numeroase articole și studii în presa generală și de specialitate (Ab ovo, Alternative rurale, Convorbiri didactice, Învățământul public, Didactica PRO, Familia, Făclia, Flux, Curierul de seară, Dialoguri chișinăuiene, Odoraș etc.), inclusiv în publicații internaționale (revista Educating Children for Democracy), ia parte la dezbateri televizate, participă activ, prin luări de atitudine și discursuri, la traininguri, simpozioane și conferințe naționale și internaționale (Ungaria, Bulgaria, România, Georgia, Ucraina, Tadjikistan, Slovacia, Lituania, Letonia, Serbia, Turcia, Slovenia, Croația, Olanda). Cartea Valentinei Lungu De ce? și ABC (pictor Sergiu Puică, Editura Litera, 1990) a fost propusă, alături de Abecedarul lui Grigore Vieru și Spiridon Vangheli, de lucrarea Să citim, să scriem cu litere latine de Vitalia Vangheli-Pavlicenco și Vlad Pohilă, prin Hotărârea Colegiului Ministerului Învățământului Public din 4 septembrie 1989 „Despre sarcinile imediate privind realizarea hotărârilor Sesiunii a treisprezecea a Sovietului Suprem al RSS Moldovenești de Legislatura a unsprezecea în sistemul Învățământului Public” ca material didactic pentru studierea alfabetului latin (Hotărârea respectivă a fost tipărită în ziarul Învățământul public din 6 septembrie 1989. Alte cărți și manuale:
- Șotron matematic, Editura Hyperion, 1992
- Carte pentru bobocei, Editura Uniunii Scriitorilor, 1996 (în col. cu A. Suceveanu)
- Rândunica. Manual integrat pentru cl. 1, Editura Litera, 1997 (în col. cu A. Suceveanu)
- Rândunica. Caiet pentru manualul integrat, cl. l, Editura Litera, 1997 (în col. cu A. Suceveanu)
- Abecedar. Manual de limbă română pentru cl. l, Editura Arc, 2000; reeditare 2002 (în col. cu A. Suceveanu, U. Boghiu et al.)
- Ghid pentru părinți și învățători, auxiliar didactic la abecedar, Editura Arc, 2000; reeditare 2002 (în col. cu A. Suceveanu, U. Boghiu et al.)
- Caiet de scriere pentru cl. 1, Editura Arc, 2002 (în col. cu U. Boghiu)
- Șotron matematic, Editura Arc, 2007 (în col. cu S. Puică)
- Acasă, Editura Casa IMAGO, 2008 (în col. cu A. Suceveanu)
- Căsuța din copac, Editura Casa IMAGO, 2009
- Abecedar , Editura Arc, 2011 (în col. cu A. Suceveanu, U. Boghiu)
- Caiet de scriere pentru cl. I, auxiliar didactic la abecedar, Editura Arc, 2011 (în col. cu U. Boghiu)
- Set de planșe (48 de planșe și 12 jocuri), Editura Cartdidact, 2010 (în col. cu N. Ciobanu, C. Șargu, N. Issa)
- Fișe de lucru la limba română, clasele I-II, Editura Arc, 2011 (în col. cu U. Boghiu)
- Cu mami și cu tati ai spor la carte, Editura Litera, 2012 (în col. cu A. Suceveanu, C. Rabei)
- Cu mami și cu tati învăț literele toate, Editura Litera, 2013 (în col. cu A. Suceveanu, C. Rabei)
- Cu mami și cu tati vei fi bun și la mate, Editura Litera, 2013 (în col. cu A. Suceveanu, C. Rabei)
- Joacă-te și învață. Logica, 3-6 ani, Arc, 2013, reeditare 2016 (în col. cu M. Olevschi, A. Panait, M. Savițchi)
- Joacă-te și învață. Citirea, 3-6 ani, Editura Arc, 2013 (în col. cu M. Olevschi, A. Panait, M. Savițchi)
- Joacă-te și învață. Matematica, 3-6 ani, Editura Arc, 2013 (în col. cu M. Olevschi, A. Panait, M. Savițchi)
- Set de planșe (54 de planșe și 13 jocuri didactice),  Editura Epigraf, 2014 (în col. cu N. Ciobanu, C. Șargu, N. Issa)
- La drum prin poveste, Editura Arc, 2014
- Învăț să scriu, Editura Arc, 2014
- Abecedar, Editura Billion, 2014 (în col. cu I. Guțu)
- Abecedar (pentru copii de 6 ani). Editura Litera Educațional, București, 2016 (în col. cu A. Suceveanu, C. Rabei)
- Comunicarea în limba română (caiet de scriere pentru clasa I de 6 ani), Editura Litera Educațional, București, 2016 (în col. cu A. Suceveanu)
- Limba română. Exerciții și jocuri logice, clasa I, fișe laminate refolosibile, Editura Arc, 2016 (în col. cu M. Olevschi)
- Matematica. Exerciții și jocuri logice, clasa I, fișe laminate refolosibile, Editura Arc, 2016 (în col. cu M. Olevschi)

## Premii și distincții
În anul 1996 obține Premiul Uniunii Scriitorilor din Moldova (categoria „Literatură pentru copii”), împreună cu poetul Arcadie Suceveanu și pictorul Sergiu Puică. În anii 2009 și 2014 este menționată cu Diploma Ministerului Educației. În anul 2021 este decorată cu „Ordinul Republicii”.